# Hydrelia adesma
Hydrelia adesma är en fjärilsart som beskrevs av Louis Beethoven Prout 1930. Hydrelia adesma ingår i släktet Hydrelia och familjen mätare. Inga underarter finns listade i Catalogue of Life.